# 古館駅
古館駅（ふるだてえき）は、岩手県紫波郡紫波町中島落合にある、東日本旅客鉄道（JR東日本）東北本線の駅である。

## 歴史
- 1944年（昭和19年）10月11日：古舘信号場として開業[6]。
- 1949年（昭和24年）3月1日：駅に昇格、古舘駅となる[3][6]。
- 1970年（昭和45年）4月1日：貨物の取り扱いを廃止[6]。
- 1971年（昭和46年）
  - 8月15日：荷物の扱いを廃止[7]。駅員無配置駅となる[8]。
  - 8月18日：日詰駅管理下となる。
- 1986年（昭和61年）：盛岡駅から駅員派遣（事実上の有人化）。
- 1987年（昭和62年）4月1日：国鉄分割民営化により、JR東日本の駅となる[6]。
- 2014年（平成26年）9月30日：定期券や新幹線自由席券の発売を終了[新聞 1]。
- 2023年（令和5年）5月27日：ICカード「Suica」の利用が可能となる[報道 1][報道 2]。
- 2024年（令和6年）
  - 3月16日：終日無人化[4][5]。
  - 10月1日：えきねっとQチケのサービスを開始[1][報道 3]。

## 駅構造
相対式ホーム2面2線を有する地上駅である。互いのホームは跨線橋で連絡している。
駅舎は東北新幹線の高架下に設けられている。盛岡駅管理の無人駅である。無人化される前までは、JR東日本東北総合サービスが委託する業務委託駅で、自動券売機が設置されていた。簡易Suica改札機が設置されている。

### のりば
| 番線 | 路線      | 方向 | 行先       |
| ---- | --------- | ---- | ---------- |
| 1    | ■東北本線 | 上り | 一ノ関方面 |
| 2    | ■東北本線 | 下り | 盛岡方面   |

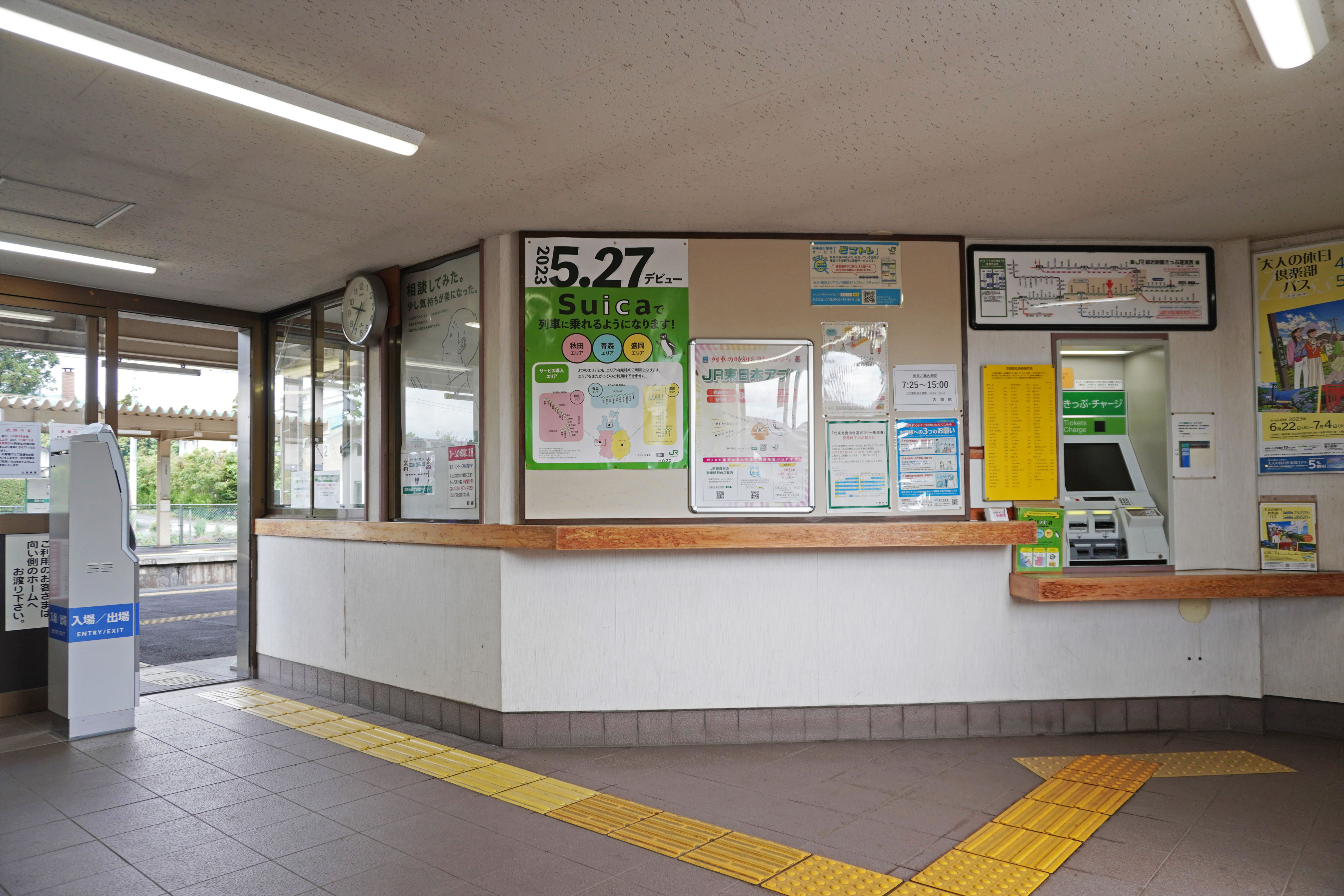
改札口（2023年6月）
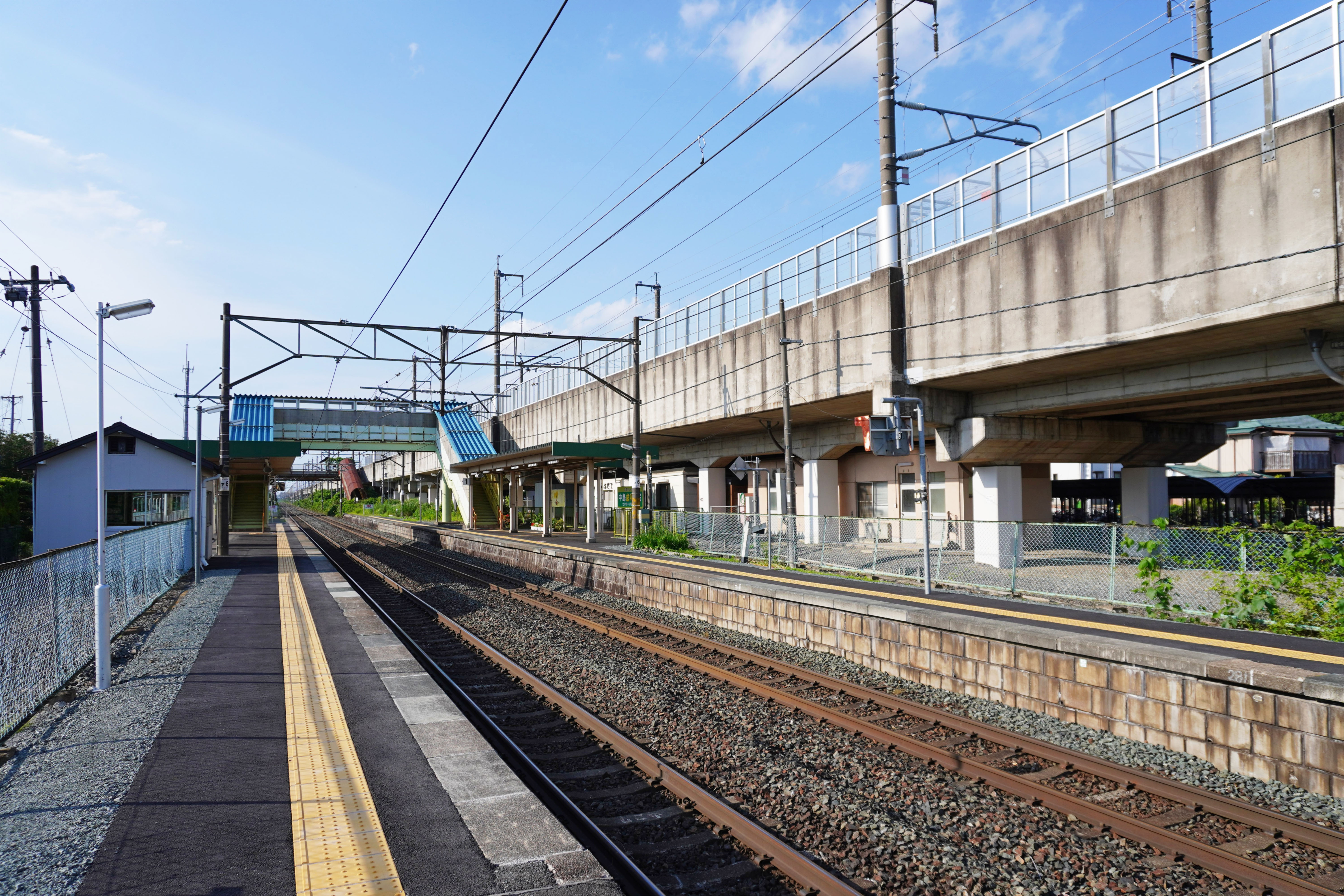
ホーム（2023年6月）

## 利用状況
JR東日本によると、2000年度（平成12年度）- 2022年度（令和4年度）の1日平均乗車人員の推移は以下のとおりであった。
| 1日平均乗車人員推移 | 1日平均乗車人員推移 | 1日平均乗車人員推移 | 1日平均乗車人員推移 | 1日平均乗車人員推移 |
| 年度                | 定期外              | 定期                | 合計                | 出典                |
| ------------------- | ------------------- | ------------------- | ------------------- | ------------------- |
| 2000年（平成12年）  |                     |                     | 1,067               | [ 利用客数 1 ]      |
| 2001年（平成13年）  |                     |                     | 1,045               | [ 利用客数 2 ]      |
| 2002年（平成14年）  |                     |                     | 1,055               | [ 利用客数 3 ]      |
| 2003年（平成15年）  |                     |                     | 1,034               | [ 利用客数 4 ]      |
| 2004年（平成16年）  |                     |                     | 1,024               | [ 利用客数 5 ]      |
| 2005年（平成17年）  |                     |                     | 1,005               | [ 利用客数 6 ]      |
| 2006年（平成18年）  |                     |                     | 989                 | [ 利用客数 7 ]      |
| 2007年（平成19年）  |                     |                     | 958                 | [ 利用客数 8 ]      |
| 2008年（平成20年）  |                     |                     | 952                 | [ 利用客数 9 ]      |
| 2009年（平成21年）  |                     |                     | 912                 | [ 利用客数 10 ]     |
| 2010年（平成22年）  |                     |                     | 895                 | [ 利用客数 11 ]     |
| 2011年（平成23年）  |                     |                     | 867                 | [ 利用客数 12 ]     |
| 2012年（平成24年）  | 187                 | 705                 | 893                 | [ 利用客数 13 ]     |
| 2013年（平成25年）  | 183                 | 691                 | 874                 | [ 利用客数 14 ]     |
| 2014年（平成26年）  | 170                 | 661                 | 831                 | [ 利用客数 15 ]     |
| 2015年（平成27年）  | 172                 | 630                 | 802                 | [ 利用客数 16 ]     |
| 2016年（平成28年）  | 170                 | 610                 | 780                 | [ 利用客数 17 ]     |
| 2017年（平成29年）  | 168                 | 592                 | 761                 | [ 利用客数 18 ]     |
| 2018年（平成30年）  | 164                 | 561                 | 725                 | [ 利用客数 19 ]     |
| 2019年（令和元年）  | 153                 | 540                 | 694                 | [ 利用客数 20 ]     |
| 2020年（令和02年）  | 102                 | 480                 | 583                 | [ 利用客数 21 ]     |
| 2021年（令和03年）  | 99                  | 468                 | 567                 | [ 利用客数 22 ]     |
| 2022年（令和04年）  | 110                 | 468                 | 579                 | [ 利用客数 23 ]     |

## 駅周辺
紫波町による駅前広場の整備事業が実施され、2021年（令和3年）8月に着工し、ロータリーや歩道等が整備され（融雪装置や照明灯の設置など）、2023年（令和5年）11月に完成した。
- 岩手県道152号古舘停車場線
- 国道4号
- 紫波警察署古館駐在所
- 紫波中央自動車学校
- 紫波町立古館小学校
- 古館ニュータウン
- 古館郵便局
- イオンスーパーセンター 紫波古館店

## 隣の駅
東日本旅客鉄道（JR東日本）
■東北本線
□快速「はまゆり」（53・54号のみ停車）・■普通
紫波中央駅 - 古館駅 - 矢幅駅

### 記事本文

#### 報道発表資料
1. ↑  「2023年5月27日（土）北東北3エリアでSuicaがデビューします! (PDF)」（プレスリリース）、東日本旅客鉄道盛岡支社／東日本旅客鉄道秋田支社、2022年12月12日。2022年12月12日閲覧。
2. ↑  「北東北3県におけるSuicaご利用エリアの拡大について ～2023年春以降、青森・岩手・秋田の各エリアでSuicaをご利用いただけるようになります～ (PDF)」（プレスリリース）、東日本旅客鉄道、2021年4月6日。2021年4月6日閲覧。
3. ↑  「Suicaエリア外もチケットレスで! 東北エリアから「えきねっとQチケ」がはじまります (PDF)」（プレスリリース）、東日本旅客鉄道、2024年7月11日。2024年8月1日閲覧。

#### 新聞記事
1. ↑  「JR2駅 一部切符扱い中止」『読売新聞』読売新聞社、2014年10月17日、朝刊、33面。
2. ↑  「紫波･JR古館駅前広場が完成　ロータリーなど整備し､安全に」『岩手日報』2023年12月16日。オリジナルの2023年12月16日時点におけるアーカイブ。2023年12月17日閲覧。

### 利用状況
1. ↑  「JR東日本：各駅の乗車人員（2000年度）」東日本旅客鉄道。2025年7月14日閲覧。
2. ↑  「JR東日本：各駅の乗車人員（2001年度）」東日本旅客鉄道。2025年7月14日閲覧。
3. ↑  「JR東日本：各駅の乗車人員（2002年度）」東日本旅客鉄道。2025年7月14日閲覧。
4. ↑  「JR東日本：各駅の乗車人員（2003年度）」東日本旅客鉄道。2025年7月14日閲覧。
5. ↑  「JR東日本：各駅の乗車人員（2004年度）」東日本旅客鉄道。2025年7月14日閲覧。
6. ↑  「JR東日本：各駅の乗車人員（2005年度）」東日本旅客鉄道。2025年7月14日閲覧。
7. ↑  「JR東日本：各駅の乗車人員（2006年度）」東日本旅客鉄道。2025年7月14日閲覧。
8. ↑  「JR東日本：各駅の乗車人員（2007年度）」東日本旅客鉄道。2025年7月14日閲覧。
9. ↑  「JR東日本：各駅の乗車人員（2008年度）」東日本旅客鉄道。2025年7月14日閲覧。
10. ↑  「JR東日本：各駅の乗車人員（2009年度）」東日本旅客鉄道。2025年7月14日閲覧。
11. ↑  「JR東日本：各駅の乗車人員（2010年度）」東日本旅客鉄道。2025年7月14日閲覧。
12. ↑  「JR東日本：各駅の乗車人員（2011年度）」東日本旅客鉄道。2025年7月14日閲覧。
13. ↑  「JR東日本：各駅の乗車人員（2012年度）」東日本旅客鉄道。2025年7月14日閲覧。
14. ↑  「各駅の乗車人員 2013年度 ベスト100以外（6）：JR東日本」東日本旅客鉄道。2025年7月14日閲覧。
15. ↑  「各駅の乗車人員 2014年度 ベスト100以外（6）：JR東日本」東日本旅客鉄道。2025年7月14日閲覧。
16. ↑  「各駅の乗車人員 2015年度 ベスト100以外（6）：JR東日本」東日本旅客鉄道。2025年7月14日閲覧。
17. ↑  「各駅の乗車人員 2016年度 ベスト100以外（6）：JR東日本」東日本旅客鉄道。2025年7月14日閲覧。
18. ↑  「各駅の乗車人員 2017年度 ベスト100以外（6）：JR東日本」東日本旅客鉄道。2025年7月14日閲覧。
19. ↑  「各駅の乗車人員 2018年度 ベスト100以外（6）：JR東日本」東日本旅客鉄道。2025年7月14日閲覧。
20. ↑  「各駅の乗車人員 2019年度 ベスト100以外（6）：JR東日本」東日本旅客鉄道。2025年7月14日閲覧。
21. ↑  「各駅の乗車人員 2020年度 101位以下（6）| 企業サイト：JR東日本」東日本旅客鉄道。2025年7月14日閲覧。
22. ↑  「各駅の乗車人員 2021年度 101位以下（6）| 企業サイト：JR東日本」東日本旅客鉄道。2025年7月14日閲覧。
23. ↑  「各駅の乗車人員 2022年度 101位以下（6）| 企業サイト：JR東日本」東日本旅客鉄道。2025年7月14日閲覧。